# Вулкан (мини-футбольный клуб)
«Вулкан» (Черкассы) — украинская мини-футбольная команда, участник чемпионата Украины по мини-футболу.
Черкасский «Вулкан» выступал в высшей лиге чемпионата Украины по мини-футболу в сезоне 1993/1994. «Вулкан» занял десятое место среди двенадцати команд.
В Черкассах до сих пор функционирует одноимённая КДЮСШ.